# Chlorochaeta subprocumbaria
Chlorochaeta subprocumbaria là một loài bướm đêm trong họ Geometridae.